# Palaemnema edmondi
Palaemnema edmondi – gatunek ważki z rodziny Platystictidae. Występuje na terenie Ameryki Południowej, endemicznie w Kolumbii..